# Matías Rojas
Matías Nicolás Rojas Romero (Assunção, 3 de novembro de 1995) é um futebolista paraguaio que atua como meio-campista. Atualmente, joga pelo Portland Timbers.

## Carreira

### Cerro Porteño
Seu primeiro clube como profissional foi o Cerro Porteño. Ele realizou sua estreia pelo clube paraguaio da Primera División em março de 2014, durante uma derrota para o Nacional. Um ano depois, no dia 13 de março de 2015, Rojas marcou seu primeiro gol numa vitória por 3 a 2 contra o Deportivo Capiatá, em jogo realizado no Estádio Defensores del Chaco. Mais um gol, contra o Sportivo Luqueño, aconteceu com Rojas atuando 34 vezes em 2015 e 2016.

### Lanús
Em 10 de janeiro de 2017, Rojas foi emprestado ao Lanús. Permaneceu por dezessete meses, fazendo 18 partidas e marcando uma vez na Copa Argentina.

### Defensa y Justicia
Em 30 de junho de 2018, foi emprestado para o Defensa y Justicia. Marcou seu primeiro gol em sua primeira partida, no empate em 1 a 1 com o Belgrano.

### Racing
Em 11 junho de 2019, assinou contrato com o Racing. Realizou sua última partida pelo clube argentino no dia 28 de junho de 2023, marcando também seu último gol. Já no dia 30 de junho, despediu-se do Racing. Em seu último semestre pelo Racing, Matias realizou três partidas e três gols na Libertadores. Já pelo Campeonato Argentino, o meia atuou em 14 jogos, marcou seis vezes e deu uma assistência.

### Corinthians
Em 3 de julho de 2023, no dia em que marcou a abertura da janela de transferências no Brasil, Rojas assinou com o Corinthians. Já no dia 4 de julho, viajou com seus companheiros de equipe para a partida contra o América-MG pela Copa do Brasil, porém ainda aguardava a liberação de documentos para ficar à disposição do treinador Vanderlei Luxemburgo. Em 11 de julho, foi anunciado oficialmente com contrato assinado por três temporadas. Já no dia 14 de julho, foi apresentado no CT Joaquim Grava.
Estreou com a camisa do Timão no dia 15 de julho, na vitória por 3 a 2 contra o América-MG, na Neo Química Arena, na classificação para as semifinais da Copa do Brasil. Em 12 de agosto, assumiu a camisa 10, após a saída de Róger Guedes. Em 3 de março de 2024, o presidente do Corinthians, Augusto Melo, confirmou a rescisão contratual do atleta com o clube paulista.

### Inter de Miami
Em abril de 2024 foi transferido para o Inter Miami.

### River Plate
Em 4 de janeiro de 2025, o meio-campista foi anunciado como reforço do River Plate, da Argentina.

### Portland Timbers
No dia 19 de agosto de 2025, Rojas foi anunciado como reforço do Portland Timbers, da MLS, acertando assim seu retorno aos Estados Unidos.

## Seleção Nacional
Em 2 de março de 2019, foi convocado para a Seleção Paraguaia por Eduardo Berizzo antes dos amistosos daquele mês contra Peru e México. Estreou-se no dia 22 de março no jogo contra o Peru, substituindo Cecilio Domínguez aos 66 minutos. Berizzo posteriormente selecionou Rojas em sua seleção preliminar para a Copa América 2019 em 13 de maio, antes de entrar para a seleção oficial do torneio em 29 de maio.

## Estatísticas

### Clubes
Abaixo estão listados todos os jogos, gols e assistências do futebolista por clubes.
| Clube              | Temporada         | Campeonato nacional | Campeonato nacional | Campeonato nacional | Copa nacional[a] | Copa nacional[a] | Copa nacional[a] | Competições continentais[b] | Competições continentais[b] | Competições continentais[b] | Outros torneios[c] | Outros torneios[c] | Outros torneios[c] | Total | Total | Total   |
| Clube              | Temporada         | Jogos               | Gols                | Assist.             | Jogos            | Gols             | Assist.          | Jogos                       | Gols                        | Assist.                     | Jogos              | Gols               | Assist.            | Jogos | Gols  | Assist. |
| ------------------ | ----------------- | ------------------- | ------------------- | ------------------- | ---------------- | ---------------- | ---------------- | --------------------------- | --------------------------- | --------------------------- | ------------------ | ------------------ | ------------------ | ----- | ----- | ------- |
| Cerro Porteño      | 2014              | 1                   | 0                   | 0                   | —                | —                | —                | —                           | —                           | —                           | —                  | —                  | —                  | 1     | 0     | 0       |
| Cerro Porteño      | 2015              | 19                  | 2                   | 0                   | —                | —                | —                | —                           | —                           | —                           | —                  | —                  | —                  | 19    | 2     | 0       |
| Cerro Porteño      | 2016              | 11                  | 0                   | 0                   | —                | —                | —                | 4                           | 0                           | 0                           | —                  | —                  | —                  | 15    | 0     | 0       |
| Cerro Porteño      | Total             | 31                  | 2                   | 0                   | —                | —                | —                | 4                           | 0                           | 0                           | —                  | —                  | —                  | 35    | 2     | 0       |
| Lanús              | 2017              | —                   | —                   | —                   | 2                | 1                | 0                | 5                           | 0                           | 0                           | —                  | —                  | —                  | 7     | 1     | 0       |
| Lanús              | 2018              | 9                   | 0                   | 1                   | —                | —                | —                | 2                           | 0                           | 0                           | —                  | —                  | —                  | 11    | 0     | 1       |
| Lanús              | Total             | 9                   | 0                   | 1                   | 2                | 1                | 0                | 7                           | 0                           | 0                           | —                  | —                  | —                  | 18    | 1     | 1       |
| Defensa y Justicia | 2019              | 22                  | 10                  | 2                   | 3                | 0                | 0                | 2                           | 0                           | 0                           | —                  | —                  | —                  | 27    | 10    | 2       |
| Defensa y Justicia | Total             | 22                  | 10                  | 2                   | 3                | 0                | 0                | 2                           | 0                           | 0                           | —                  | —                  | —                  | 27    | 10    | 2       |
| Racing             | 2020              | 22                  | 1                   | 3                   | 8                | 7                | 1                | 8                           | 1                           | 0                           | —                  | —                  | —                  | 38    | 9     | 4       |
| Racing             | 2021              | 14                  | 1                   | 1                   | 13               | 0                | 2                | 4                           | 0                           | 0                           | 1                  | 0                  | 0                  | 32    | 1     | 3       |
| Racing             | 2022              | 17                  | 5                   | 4                   | 16               | 1                | 3                | 3                           | 0                           | 0                           | —                  | —                  | —                  | 36    | 6     | 7       |
| Racing             | 2023              | 14                  | 6                   | 1                   | 1                | 0                | 0                | 4                           | 4                           | 0                           | —                  | —                  | —                  | 17    | 9     | 1       |
| Racing             | Total             | 67                  | 13                  | 9                   | 38               | 8                | 6                | 17                          | 5                           | 0                           | 1                  | 0                  | 0                  | 125   | 26    | 15      |
| Corinthians        | 2023              | 15                  | 0                   | 1                   | 2                | 0                | 0                | 3                           | 0                           | 1                           | —                  | —                  | —                  | 20    | 0     | 2       |
| Corinthians        | 2024              | 0                   | 0                   | 0                   | 1                | 0                | 0                | 0                           | 0                           | 0                           | 9                  | 0                  | 1                  | 10    | 0     | 1       |
| Corinthians        | Total             | 15                  | 0                   | 1                   | 3                | 0                | 0                | 3                           | 0                           | 1                           | 9                  | 0                  | 1                  | 30    | 0     | 3       |
| Total na carreira  | Total na carreira | 144                 | 25                  | 13                  | 46               | 9                | 6                | 33                          | 5                           | 1                           | 10                 | 0                  | 1                  | 235   | 39    | 21      |

- a. ^ Jogos da Copa Argentina, Copa da Liga Argentina, Copa da Superliga Argentina e Copa do Brasil
- b. ^ Jogos da Copa Libertadores e Copa Sul-Americana
- c. ^ Jogos da Supercopa Argentina e Campeonato Paulista

### Seleção Paraguaia
Abaixo estão listados todos os jogos, gols e assistências do futebolista pela Seleção Paraguaia
Seleção Principal
| Ano               | Copa América | Copa América | Copa América | Qualificação Mundial | Qualificação Mundial | Qualificação Mundial | Amistosos | Amistosos | Amistosos | Total | Total | Total   |
| Ano               | Jogos        | Gols         | Assist.      | Jogos                | Gols                 | Assist.              | Jogos     | Gols      | Assist.   | Jogos | Gols  | Assist. |
| ----------------- | ------------ | ------------ | ------------ | -------------------- | -------------------- | -------------------- | --------- | --------- | --------- | ----- | ----- | ------- |
| 2019              | 2            | 0            | 0            | —                    | —                    | —                    | 5         | 0         | 0         | 7     | 0     | 0       |
| 2020              | —            | —            | —            | 1                    | 0                    | 0                    | —         | —         | —         | 1     | 0     | 0       |
| 2021              | —            | —            | —            | 3                    | 0                    | 0                    | —         | —         | —         | 3     | 0     | 0       |
| 2022              | —            | —            | —            | —                    | —                    | —                    | 2         | 0         | 0         | 2     | 0     | 0       |
| 2023              | —            | —            | —            | —                    | —                    | —                    | 2         | 1         | 1         | 2     | 1     | 1       |
| Total na carreira | 2            | 0            | 0            | 4                    | 0                    | 0                    | 8         | 1         | 1         | 14    | 1     | 1       |

## Títulos
Cerro Porteño[carece de fontes?]
- Campeonato Paraguaio: 2015 (Apertura) e 2017 (Clausura)

Racing[carece de fontes?]
- Trofeo de Campeones de la Superliga Argentina: 2019
- Trofeo de Campeones de la Liga Profesional: 2022
- Supercopa Internacional: 2022

Inter Miami[carece de fontes?]
- MLS Supporters' Shield: 2024